# Phylloscartes kronei
El  orejerito de restinga (Phylloscartes kronei),  es una especie de ave paseriforme de la familia Tyrannidae perteneciente al numeroso género Phylloscartes. Es endémico de la costa sureste de Brasil.

## Distribución y hábitat
Se distribuye desde el sureste de São Paulo en la planicie del río Ribeira de Iguape por el litoral de Paraná y Santa Catarina hasta el extremo noreste de Río Grande del Sur.
Esta especie es considerada poco común y local en sus hábitats naturales: el dosel de bordes de bosques de restinga; fragmentos de bosque y bordes de crecimientos secundarios próximos al nivel del mar.

## Sistemática

### Descripción original
La especie P. kronei fue descrita por primera vez por los ornitólogos estadounidense Edwin O. Willis y brasileña Yoshika Oniki en 1992 bajo el mismo nombre científico; su localidad tipo es: «Ilha Comprida, 25° 01'S 47° 54'W, São Paulo, Brasil». El holotipo, una hembra adulta colectada el 3 de junio de 1991, se encuentra depositado en el Museu de Ciências da Natureza, Universidad Estatal Paulista, Campus Río Claro con el número MCN 1.

### Etimología
El nombre genérico masculino «Phylloscartes» se compone de las palabras del griego «phullon» que sinifica ‘hoja’, y «skairō» que significa ‘saltar, bailar’; y el nombre de la especie «kronei» conmemora al zoólogo brasileño Ricardo Krone (fl. 1903).

### Taxonomía
Es monotípica.